# María Victoria Douglas-Hamilton
María Victoria Douglas-Hamilton y Zähringen, conocida como María Victoria Hamilton (inglés: Mary Victoria; 11 de diciembre de 1850 - 14 de mayo de 1922), fue la esposa del príncipe Alberto I de Mónaco y, como tal bisabuela del príncipe Raniero III. Por ella la Casa Real de Mónaco tiene parentesco con casi todas las casas reales europeas, ella fue quien la introdujo prácticamente al grupo de los reales primos de Europa ya que ella estaba emparentada con la mayoría de las cabezas testadas europeas del siglo XIX.

## Biografía
Sus padres fueron Guillermo Alejandro Archibaldo Hamilton, XI Duque de Hamilton y VIII duque de Brandon, perteneciente a la nobleza británica, miembro de la familia Hamilton y nieto del escritor Guillermo Beckford. Su madre fue la princesa María Amelia de Baden, hija del Gran Duque Carlos II de Baden y Estefanía de Beauharnais, princesa de Francia; era prima del emperador Napoleón III, sobrina nieta de la emperatriz Luisa de Rusia y la reina Federica de Suecia. Fue la tercera hija y única mujer. Aunque la familia vivía principalmente en Escocia, visitaban a menudo la corte británica, siendo su madrina la reina Victoria. Perdió a su padre a los 13 años.
En agosto de 1869, conoció en una fiesta organizada por el emperador Napoleón III y la emperatriz Eugenia, al príncipe Alberto I de Mónaco, hijo y heredero del príncipe Carlos III de Mónaco. El compromiso ya había sido arreglado por Carolina Gibert de Lametz, abuela de Alberto. La pareja se casó en el Castillo de Marchais el 21 de septiembre de 1869.
Carolina había intentado comprometer a Alberto con la princesa María Adelaida de Cambridge, prima de la reina Victoria, con la ayuda del emperador Napoleón III y su esposa, pero finalmente la reina Victoria se negó. El emperador, entonces, sugirió a Lady María, su prima tercera y hermana de su amigo, el XII duque de Hamilton. Lady María era aristócrata ya que su familia, los Hamilton, eran los nobles más importantes de Escocia. Además, aunque no tenía título real, pertenecía a la realeza europea ya que su abuelo fue el gran duque Carlos II de Baden y estaba relacionada con la familia imperial francesa, ya que su abuela, Estefanía de Beauharnais, Princesa Imperial de Francia, fue hija adoptiva de Napoleón. Los Hamilton que eran más ricos que todo Mónaco, un principado relativamente pobre por aquel entonces, aceptaron ya que a pesar de eso Mónaco era un Estado independiente y Lady María se convertiría en una soberana consorte europea cuando su futuro esposo heredase el trono.
A pesar de que socialmente el matrimonio fue bien avenido, la pareja no se relacionó bien, tenían caracteres diferentes. Un año después del matrimonio nació el único hijo de la pareja, el príncipe Luis. Alberto dejó Mónaco para ir a combatir a la Guerra franco-prusiana y María, de 19 años, no se acostumbró al pequeño país, extrañando los paisajes escoceses. Finalmente escapó de Mónaco, llevándose a su pequeño hijo con ella, no conociendo a su padre hasta los 10 años. Finalmente, la pareja se divorció y el matrimonio religioso fue anulado el 3 de enero de 1880, a pesar de que se emitió una disposición especial por la Santa Sede para que el hijo de la pareja, Luis, fuera legítimo ante la Iglesia. El matrimonio civil fue anulado el 28 de julio por orden del príncipe Carlos III.
Un mes antes, el 2 de junio, la ex-Princesa de Mónaco, se casaba en Florencia, con el muy ilustre conde húngaro Tasilo Festétics de Tolna (Viena, 5 de mayo de 1850 - Keszthely, 4 de mayo de 1933), hijo del conde Jorge Festétics de Tolna, canciller de Hungría y la condesa Eugenia Erdődy de Monyorókerék y Monoszló. La pareja tuvo cuatro hijos:
- Condesa María Matilde Georgina Festétics de Tolna (1881-1953), casada con el príncipe Carlos Emilio de Fürstenberg. Serían los abuelos de la conocida princesa Ira de Fürstenberg.
- Príncipe Jorge Tasilo José Festétics de Tolna (1882-1941), casado con la condesa María Francisca de Haugwitz.
- Condesa Alejandra Olga Eugenia Festétics de Tolna (1884-1963), casada primero con el príncipe Carlos de Windisch-Grätz y después con el príncipe Erwin de Hohenlohe-Waldenburg-Schillingsfürst.
- Condesa Carola Federica María Festétics de Tolna (1888-1951), casada con el barón Óscar Gautsch de Frankenthurn.

Lady María viviría el resto de su vida en Hungría. Durante sus cuarenta años de matrimonio con el conde, después Príncipe Festétics de Tolna, supervisó las mejoras y ampliaciones del Palacio Festétics, en Keszthely, al oeste de Hungría. También recibirían ahí a su hermano y al príncipe de Gales, el futuro Eduardo VII a quién organizarían grandes festejos. 

## Títulos y estilos
- 11 de diciembre de 1850 - 21 de septiembre de 1869: Lady María Victoria Douglas-Hamilton.
- 21 de septiembre de 1869 - 3 de enero de 1880: Su Alteza Serenísima la Princesa Heredera de Mónaco.
- 3 de enero - 2 de junio de 1880: Lady María Victoria Douglas-Hamilton.
- 2 de junio de 1880 – 21 de junio de 1911: Condesa María Victoria Festétics de Tólna.
- 21 de junio de 1911 – 14 de mayo de 1922: Su Alteza Serenísima la Princesa María Victoria Festétics de Tólna.

## Ancestros
|  |                                                             |  |  |  |  |  |  |  |  |  |  |  |  |  |  |  |
|  | 16. James Hamilton, V Duque de Hamilton                     |  |  |  |  |  |  |  |  |  |  |  |  |  |  |  |
|  |                                                             |  |  |  |  |  |  |  |  |  |  |  |  |  |  |  |
|  |                                                             |  |  |  |  |  |  |  |  |  |  |  |  |  |  |  |
|  | 8. Archibald Hamilton, IX Duque de Hamilton                 |  |  |  |  |  |  |  |  |  |  |  |  |  |  |  |
|  |                                                             |  |  |  |  |  |  |  |  |  |  |  |  |  |  |  |
|  |                                                             |  |  |  |  |  |  |  |  |  |  |  |  |  |  |  |
|  | 17. Anne Spencer                                            |  |  |  |  |  |  |  |  |  |  |  |  |  |  |  |
|  |                                                             |  |  |  |  |  |  |  |  |  |  |  |  |  |  |  |
|  |                                                             |  |  |  |  |  |  |  |  |  |  |  |  |  |  |  |
|  | 4. Alexander Douglas-Hamilton, X Duque de Hamilton          |  |  |  |  |  |  |  |  |  |  |  |  |  |  |  |
|  |                                                             |  |  |  |  |  |  |  |  |  |  |  |  |  |  |  |
|  |                                                             |  |  |  |  |  |  |  |  |  |  |  |  |  |  |  |
|  | 18. Alexander Stewart, VI Conde de Galloway                 |  |  |  |  |  |  |  |  |  |  |  |  |  |  |  |
|  |                                                             |  |  |  |  |  |  |  |  |  |  |  |  |  |  |  |
|  |                                                             |  |  |  |  |  |  |  |  |  |  |  |  |  |  |  |
|  | 9. Lady Harriet Stewart                                     |  |  |  |  |  |  |  |  |  |  |  |  |  |  |  |
|  |                                                             |  |  |  |  |  |  |  |  |  |  |  |  |  |  |  |
|  |                                                             |  |  |  |  |  |  |  |  |  |  |  |  |  |  |  |
|  | 19. Lady Catherine Cochrane                                 |  |  |  |  |  |  |  |  |  |  |  |  |  |  |  |
|  |                                                             |  |  |  |  |  |  |  |  |  |  |  |  |  |  |  |
|  |                                                             |  |  |  |  |  |  |  |  |  |  |  |  |  |  |  |
|  | 2. William Douglas-Hamilton, XI Duque de Hamilton           |  |  |  |  |  |  |  |  |  |  |  |  |  |  |  |
|  |                                                             |  |  |  |  |  |  |  |  |  |  |  |  |  |  |  |
|  |                                                             |  |  |  |  |  |  |  |  |  |  |  |  |  |  |  |
|  | 20. William Beckford, alcalde de Londres                    |  |  |  |  |  |  |  |  |  |  |  |  |  |  |  |
|  |                                                             |  |  |  |  |  |  |  |  |  |  |  |  |  |  |  |
|  |                                                             |  |  |  |  |  |  |  |  |  |  |  |  |  |  |  |
|  | 10. William Thomas Beckford                                 |  |  |  |  |  |  |  |  |  |  |  |  |  |  |  |
|  |                                                             |  |  |  |  |  |  |  |  |  |  |  |  |  |  |  |
|  |                                                             |  |  |  |  |  |  |  |  |  |  |  |  |  |  |  |
|  | 21. Maria Hamilton                                          |  |  |  |  |  |  |  |  |  |  |  |  |  |  |  |
|  |                                                             |  |  |  |  |  |  |  |  |  |  |  |  |  |  |  |
|  |                                                             |  |  |  |  |  |  |  |  |  |  |  |  |  |  |  |
|  | 5. Susan Euphemia Beckford                                  |  |  |  |  |  |  |  |  |  |  |  |  |  |  |  |
|  |                                                             |  |  |  |  |  |  |  |  |  |  |  |  |  |  |  |
|  |                                                             |  |  |  |  |  |  |  |  |  |  |  |  |  |  |  |
|  | 22. Charles Gordon, IV Conde de Aboyne                      |  |  |  |  |  |  |  |  |  |  |  |  |  |  |  |
|  |                                                             |  |  |  |  |  |  |  |  |  |  |  |  |  |  |  |
|  |                                                             |  |  |  |  |  |  |  |  |  |  |  |  |  |  |  |
|  | 11. Lady Margaret Gordon                                    |  |  |  |  |  |  |  |  |  |  |  |  |  |  |  |
|  |                                                             |  |  |  |  |  |  |  |  |  |  |  |  |  |  |  |
|  |                                                             |  |  |  |  |  |  |  |  |  |  |  |  |  |  |  |
|  | 23. Lady Margaret Stewart                                   |  |  |  |  |  |  |  |  |  |  |  |  |  |  |  |
|  |                                                             |  |  |  |  |  |  |  |  |  |  |  |  |  |  |  |
|  |                                                             |  |  |  |  |  |  |  |  |  |  |  |  |  |  |  |
|  | 1. Lady María Victoria Douglas-Hamilton                     |  |  |  |  |  |  |  |  |  |  |  |  |  |  |  |
|  |                                                             |  |  |  |  |  |  |  |  |  |  |  |  |  |  |  |
|  |                                                             |  |  |  |  |  |  |  |  |  |  |  |  |  |  |  |
|  | 24. Gran Duque Carlos Federico I de Baden                   |  |  |  |  |  |  |  |  |  |  |  |  |  |  |  |
|  |                                                             |  |  |  |  |  |  |  |  |  |  |  |  |  |  |  |
|  |                                                             |  |  |  |  |  |  |  |  |  |  |  |  |  |  |  |
|  | 12. Carlos Luis, Gran Duque Heredero de Baden               |  |  |  |  |  |  |  |  |  |  |  |  |  |  |  |
|  |                                                             |  |  |  |  |  |  |  |  |  |  |  |  |  |  |  |
|  |                                                             |  |  |  |  |  |  |  |  |  |  |  |  |  |  |  |
|  | 25. Landgravina Carolina Luisa de Hesse-Darmstadt           |  |  |  |  |  |  |  |  |  |  |  |  |  |  |  |
|  |                                                             |  |  |  |  |  |  |  |  |  |  |  |  |  |  |  |
|  |                                                             |  |  |  |  |  |  |  |  |  |  |  |  |  |  |  |
|  | 6. Gran Duque Carlos Luis de Baden                          |  |  |  |  |  |  |  |  |  |  |  |  |  |  |  |
|  |                                                             |  |  |  |  |  |  |  |  |  |  |  |  |  |  |  |
|  |                                                             |  |  |  |  |  |  |  |  |  |  |  |  |  |  |  |
|  | 26. Landgrave Luis IX de Hesse-Darmstadt                    |  |  |  |  |  |  |  |  |  |  |  |  |  |  |  |
|  |                                                             |  |  |  |  |  |  |  |  |  |  |  |  |  |  |  |
|  |                                                             |  |  |  |  |  |  |  |  |  |  |  |  |  |  |  |
|  | 13. Landgravina Amalia de Hesse-Darmstadt                   |  |  |  |  |  |  |  |  |  |  |  |  |  |  |  |
|  |                                                             |  |  |  |  |  |  |  |  |  |  |  |  |  |  |  |
|  |                                                             |  |  |  |  |  |  |  |  |  |  |  |  |  |  |  |
|  | 27. Condesa Palatina Enriqueta Carolina de Zweibrücken      |  |  |  |  |  |  |  |  |  |  |  |  |  |  |  |
|  |                                                             |  |  |  |  |  |  |  |  |  |  |  |  |  |  |  |
|  |                                                             |  |  |  |  |  |  |  |  |  |  |  |  |  |  |  |
|  | 3. Princesa María Amelia de Baden                           |  |  |  |  |  |  |  |  |  |  |  |  |  |  |  |
|  |                                                             |  |  |  |  |  |  |  |  |  |  |  |  |  |  |  |
|  |                                                             |  |  |  |  |  |  |  |  |  |  |  |  |  |  |  |
|  | 28. Claude de Beauharnais, I Conde de Roches-Baritaud       |  |  |  |  |  |  |  |  |  |  |  |  |  |  |  |
|  |                                                             |  |  |  |  |  |  |  |  |  |  |  |  |  |  |  |
|  |                                                             |  |  |  |  |  |  |  |  |  |  |  |  |  |  |  |
|  | 14. Claude de Beauharnais, II Conde de Roches-Baritaud      |  |  |  |  |  |  |  |  |  |  |  |  |  |  |  |
|  |                                                             |  |  |  |  |  |  |  |  |  |  |  |  |  |  |  |
|  |                                                             |  |  |  |  |  |  |  |  |  |  |  |  |  |  |  |
|  | 29. Marie Anne Françoise Mouchard                           |  |  |  |  |  |  |  |  |  |  |  |  |  |  |  |
|  |                                                             |  |  |  |  |  |  |  |  |  |  |  |  |  |  |  |
|  |                                                             |  |  |  |  |  |  |  |  |  |  |  |  |  |  |  |
|  | 7. Stéphanie Louise de Beauharnais, Princesa de Francia     |  |  |  |  |  |  |  |  |  |  |  |  |  |  |  |
|  |                                                             |  |  |  |  |  |  |  |  |  |  |  |  |  |  |  |
|  |                                                             |  |  |  |  |  |  |  |  |  |  |  |  |  |  |  |
|  | 30. Claude François de Lézay-Marnézia, III Marqués de Lézay |  |  |  |  |  |  |  |  |  |  |  |  |  |  |  |
|  |                                                             |  |  |  |  |  |  |  |  |  |  |  |  |  |  |  |
|  |                                                             |  |  |  |  |  |  |  |  |  |  |  |  |  |  |  |
|  | 15. Claudine Françoise de Lézay-Marnézia                    |  |  |  |  |  |  |  |  |  |  |  |  |  |  |  |
|  |                                                             |  |  |  |  |  |  |  |  |  |  |  |  |  |  |  |
|  |                                                             |  |  |  |  |  |  |  |  |  |  |  |  |  |  |  |
|  | 31. Marie Claudine de Nettancourt-Vaubécourt                |  |  |  |  |  |  |  |  |  |  |  |  |  |  |  |
|  |                                                             |  |  |  |  |  |  |  |  |  |  |  |  |  |  |  |
|  |                                                             |  |  |  |  |  |  |  |  |  |  |  |  |  |  |  |